# 那不勒斯 (紐約州村)
那不勒斯（英語：Naples）是位於美國紐約州安大略縣的村。

## 人口
根據2020年美國人口普查的數據，那不勒斯的面積為2.50平方千米，皆為陸地。當地共有人口931人，而人口密度為每平方千米372人。